# Delphacodes straminea
Delphacodes straminea är en insektsart som först beskrevs av Stsl 1858.  Delphacodes straminea ingår i släktet Delphacodes och familjen sporrstritar. Inga underarter finns listade i Catalogue of Life.